# Dipsastraea wisseli
Espèce
Dipsastraea wisseli est une espèce de coraux appartenant à la famille des Merulinidae.